# 老屯站
老屯站（建设时工程名为闫千户站）是济南轨道交通2号线的地铁车站，位于中华人民共和国山东省济南市槐荫区匡山街道张庄路与匡山小区中路交叉口地下，2021年3月26日投入运营。

## 车站构造
老屯站为地下二层的14米岛式车站。

## 出入口
| 編號     | 指示                                     |
| -------- | ---------------------------------------- |
| 出口 · B | 张庄路与匡山小区中路交叉口西北角西行30米 |
| 出口 · C | 张庄路与匡山小区中路交叉口东北角东行50米 |